# Wright City (Missouri)
Wright City is een plaats (city) in de Amerikaanse staat Missouri, die bestuurlijk gezien onder Warren County valt.

## Demografie
Bij de volkstelling in 2000 werd het aantal inwoners vastgesteld op 1532.
In 2006 is het aantal inwoners door het United States Census Bureau geschat op 2657, een stijging van 1125 (73,4%).

## Geografie
Volgens het United States Census Bureau beslaat de plaats een oppervlakte van
6,6 km², waarvan 6,5 km² land en 0,1 km² water. Wright City ligt op ongeveer 223 m boven zeeniveau.

## Plaatsen in de nabije omgeving
De onderstaande figuur toont nabijgelegen plaatsen in een straal van 16 km rond Wright City.